# Herman Donners
Herman Louis Clement Donners (* 5. August 1888 in Antwerpen; † 14. Mai 1915 in Calais, Frankreich) war ein belgischer Wasserballspieler.

## Karriere
Donners nahm 1908 erstmals an Olympischen Spielen teil. In London erreichte er mit der belgischen Nationalmannschaft den zweiten Rang und sicherte sich somit die Silbermedaille. Vier Jahre später folgte bei den Spielen in Stockholm der nächste Medaillengewinn – so errang er mit seiner Mannschaft Bronze. Neben dem Wasserball war er auch im Schwimmsport aktiv. Hier konnte er im Laufe seiner Karriere bei drei belgischen Meisterschaften siegen, zwei Mal über 100 m und ein Mal über 200 m Freistil.
Anfang 1914 trat er der belgischen Armee bei. Im Mai 1915 fiel er im Rahmen der Kriegshandlungen des Ersten Weltkrieges in Calais.